# Brynjólfur Sveinsson

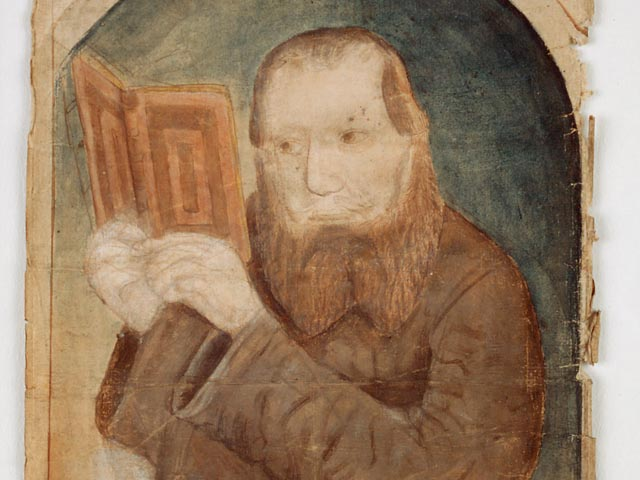
Bisschop Brynjólfur Sveinsson

Brynjólfur Sveinsson (1605 – 1675) was de lutherse bisschop van Skálholt in het zuiden van IJsland. In 1643 ontdekt hij de Codex Regius, het handschrift waarin oud-Noorse mythologische en heroïsche liederen bewaard zijn gebleven. Brynjólfur schreef het handschrift toe aan Sæmundr fróði, maar tegenwoordig heerst er consensus onder geleerden dat men niet weet wie het geschreven heeft, maar dat Sæmundr het niet heeft kunnen zijn. Men denkt dat het handschrift meerdere schrijvers heeft over een lange tijd.
Brynjólfur is ook, hoewel in mindere mate, bekend om zijn rol in het leven van de dichter en hymne schrijver Hallgrímur Pétursson, naar wie de Hallgrímskirkja is genoemd.

## Trivia
Brynjólfur Sveinsson wordt afgebeeld op het biljet van 1000 IJslandse kroon.